# Leucophleps aculeatispora
Leucophleps aculeatispora är en svampart som beskrevs av Fogel 1979. Leucophleps aculeatispora ingår i släktet Leucophleps och familjen Albatrellaceae.   Inga underarter finns listade i Catalogue of Life.